# Chwarstno
Chwarstno (niem. Horst) – wieś w Polsce położona w województwie zachodniopomorskim, w powiecie łobeskim, w gminie Węgorzyno.
Według danych z 1 stycznia 2011 roku wieś liczyła 116 mieszkańców. 
W latach 1975–98 miejscowość administracyjnie należała do województwa szczecińskiego.
W średniowieczu lenno rodu Wedlów. Pierwsza wzmianka o wsi, która nazywała się Horst, pochodzi z roku 1547. Wykupiona została przez chłopów w 1830 roku, a folwark rozparcelowano. W 1866 roku wieś liczyła 488 mieszkańców, było 46 domów mieszkalnych, 53 budynki gospodarcze. W 1870 roku do szkoły uczęszczało 89 uczniów. W 1935 roku zbudowano szosę do Runowa.
We wsi znajduje się kościół filialny pw. Wniebowzięcia Najświętszej Maryi Panny (parafia Runowo), z XVI wieku, z kamienia narzutowego na planie prostokąta. Szczyt wschodni ryglowy. Dach kryty dachówką. Od zachodu przylega dębowa wieża konstrukcji szkieletowej, na planie kwadratu, oszalowana, zwieńczona szczytem krytym blachą i zakończona krzyżem. Kościół położony na wzgórzu, wśród drzew, w centrum wsi.

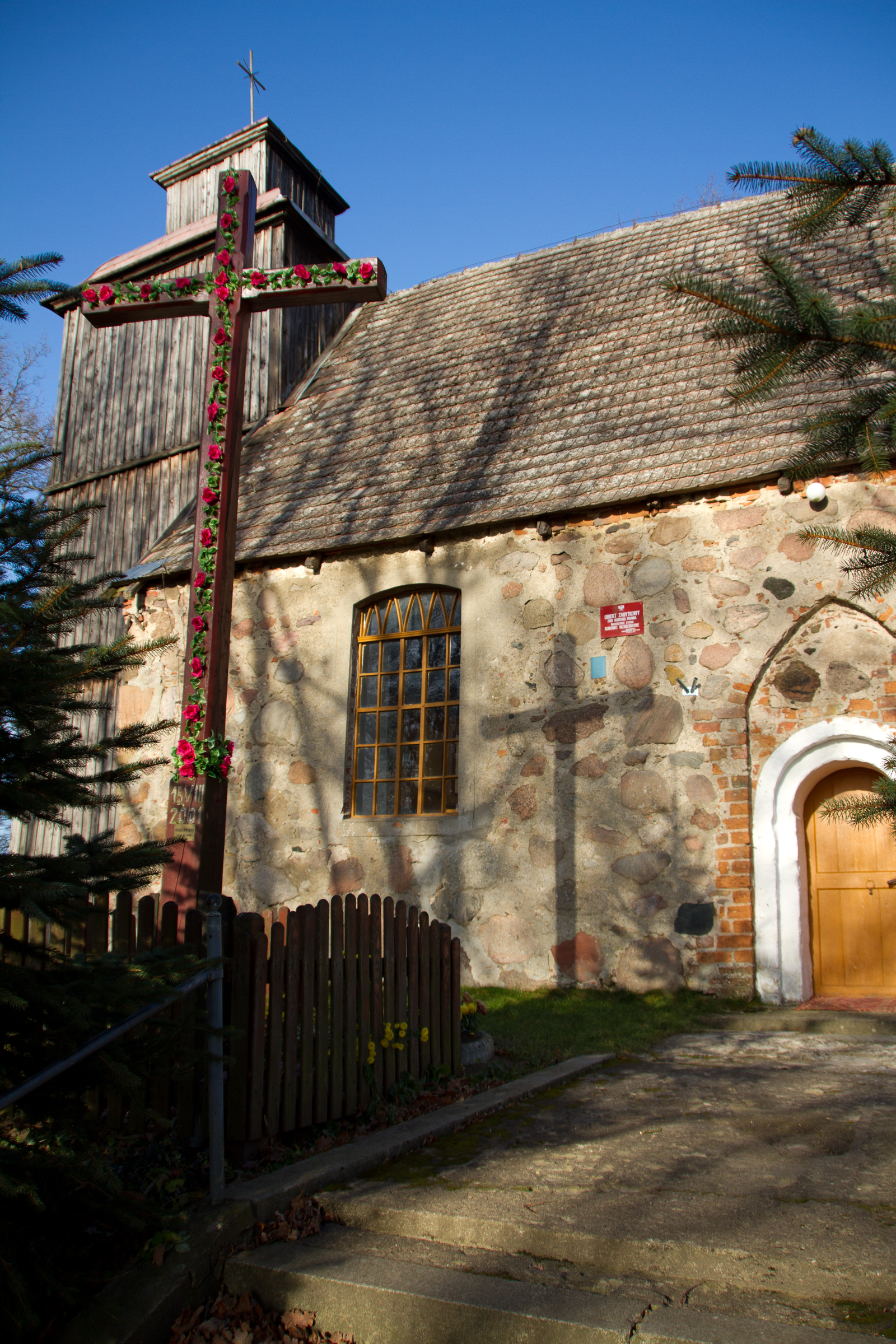
Chwarstno, kościół fil. pw. Wniebowzięcia NMP, XVI

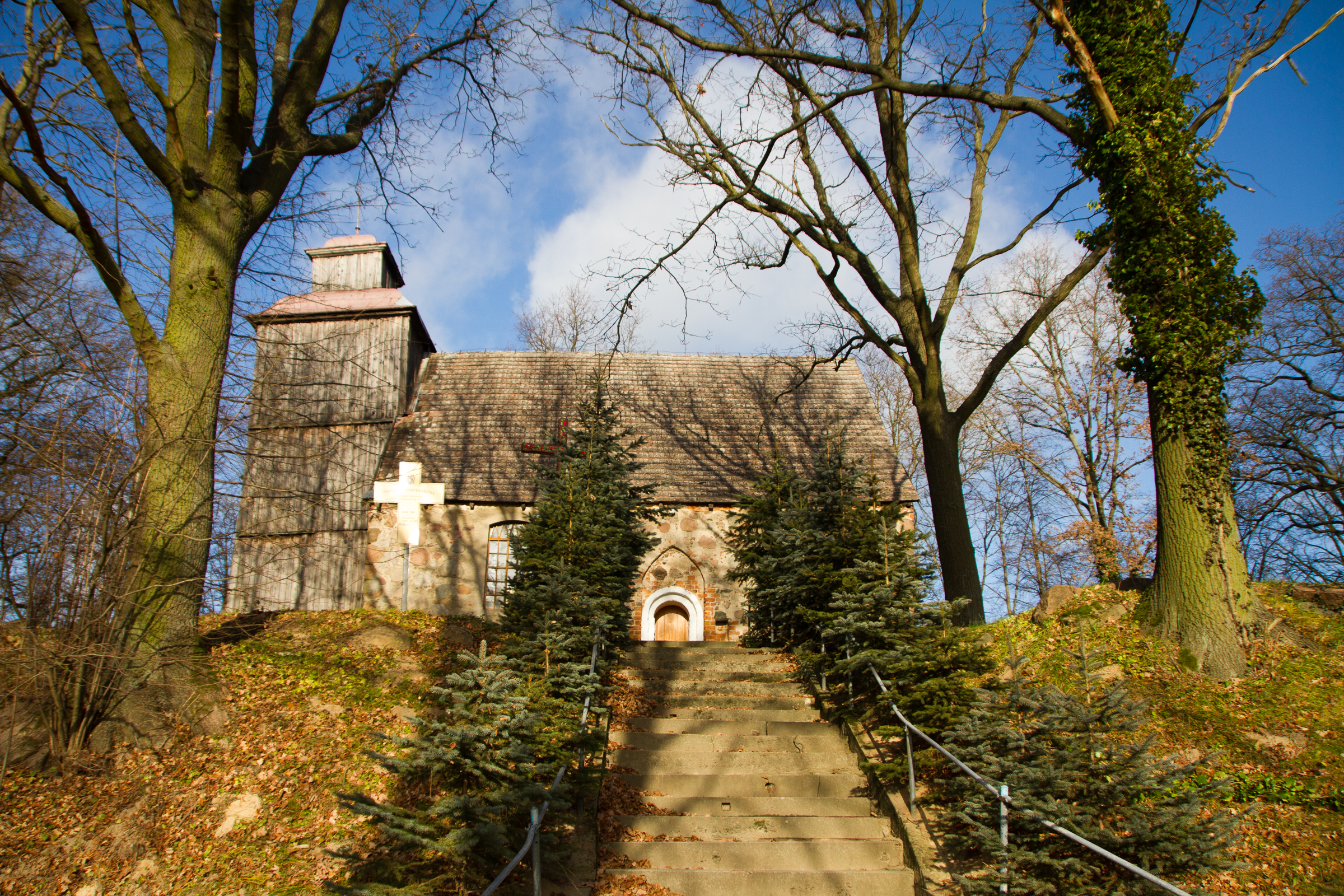
Chwarstno, kościół fil. pw. Wniebowzięcia NMP, XVI